# Vidas cruzadas (obra de teatro)
Vidas cruzadas es una obra de teatro de Jacinto Benavente, estrenada en 1929.

## Argumento
Acuciada por las deudas de su hermano Eugenia Castrojeriz recurre a la ayuda de su pretendiente Enrique Garcimora. Pero éste solo accede a cambio de que ella consienta en que se case con él. Aun queriéndose, ese será el inicio de su desdicha.

## Representaciones destacadas
- Teatro (Teatro Reina Victoria, Madrid, 30 de marzo de 1929; estreno). Intérpretes: Josefina Díaz, Santiago Artigas, Manuel Díaz González, Isabel Pallarés, Manuel Dicenta.
- Teatro (Teatro Goya, Barcelona, 1931). Intérpretes: Margarita Xirgu, Alfonso Muñoz, Josefina Santaeularia, Pascuala Mesa, Pilar Muñoz, Elvira Vigo, Carmen Sánchis, Alberto Contreras, Alejando Maximino, Fernando Porredón.
- Teatro (Teatro Reina Victoria, Madrid, 1942). Intérpretes: Enrique Guitart, Ana María Noé.
- Cine (Vidas cruzadas) (España, 1942). Dirección: Luis Marquina. Intérpretes: Ana Mariscal, Enrique Guitart, Luis Peña, Isabel de Pomés, Andrés Mejuto, Félix de Pomés, Nicolás Perchicot, Julia Pachelo.